# Giovanni Tubino
Giovanni Tubino (Sampierdarena, 22 agosto 1900 – Genova, 27 dicembre 1989) è stato un ginnasta italiano, medaglia d'oro nella gara di concorso a squadre di Ginnastica ai Giochi olimpici di Anversa 1920 (squadra composta, oltre da Tubino, da Arnaldo Andreoli, Ettore Bellotto, Pietro Bianchi, Fernando Bonatti, Luigi Cambiaso, Carlo Costigliolo, Luigi Costigliolo, Giuseppe Domenichelli, Roberto Ferrari, Carlo Fregosi, Romualdo Ghiglione, Ambrogio Levati, Francesco Loi, Vittorio Lucchetti, Luigi Maiocco, Ferdinando Mandrini, Lorenzo Mangiante, Antonio Marovelli, Michele Mastromarino, Giuseppe Paris, Manlio Pastorini, Ezio Roselli, Paolo Salvi, Giorgio Zampori e Angelo Zorzi).

## Palmarès
| Anno | Manifestazione  | Sede    | Evento             | Risultato |
| ---- | --------------- | ------- | ------------------ | --------- |
| 1920 | Giochi olimpici | Anversa | Concorso a squadre | Oro       |